# Tributo ad Augusto
Tributo ad Augusto è un album tributo di autori vari, pubblicato il 18 febbraio 1995. L'album è composto da cover di brani dei Nomadi a opera di gruppi e cantanti italiani.

## Descrizione
L'album è stato ideato e curato dai giornalisti Fausto Pirito e Stefano Ronzani. 
Il libretto del disco inizia con la frase: «18 febbraio 1995: in questo giorno Augusto Daolio avrebbe compiuto 48 anni... in questo giorno esce Tributo ad Augusto», che raccoglie l'omaggio di svariati artisti italiani e stranieri alla figura di Augusto Daolio attraverso reinterpretazioni inedite di canzoni appartenenti al repertorio dei Nomadi. Nel libretto del disco a ogni canzone è abbinato un quadro dipinto da Augusto Daolio.
La raccolta è uscita in CD, LP e musicassetta.
La prima traccia, Noi non ci saremo interpretata dai Nomadi con Francesco Guccini, è stata tratta da Album concerto, pubblicato nel 1979.

## Tracce
1. Francesco Guccini & Nomadi – Noi non ci saremo – 3:12 (Pontiack, Verona)
2. Ligabue – Dio è morto – 3:12 (Francesco Guccini, Pontiack)
3. Teresa De Sio – Il vecchio e il bambino – 4:15 (Francesco Guccini)
4. Gang – Auschwitz – 6:04 (Francesco Guccini)
5. Gianna Nannini & Timoria – Io vagabondo – 4:11 (Salerno, Dattoli)
6. Piccolo Coro "Mariele Ventre" dell'Antoniano & Le Verdi Note dell'Antoniano & Nomadi – Crescerai – 3:52 (Giuseppe Carletti, Contini)
7. Elio Revé y Su Charangon – Ricordati di Chico – 5:15 (Cortesi)
8. Inti-Illimani – C'è un re – 3:39 (Giuseppe Carletti, Augusto Daolio, Varoli)
9. Alice – L'auto corre lontano, ma io corro da te – 5:09 (testo: Mogol – musica: Jimmy Webb)
10. Enrico Ruggeri – Canzone per un'amica – 4:53 (Francesco Guccini, De Ponti, Verona)
11. Modena City Ramblers – Atomica cinese – 3:33 (Francesco Guccini)
12. Dennis & the Jets – Come potete giudicar – 3:01 (Bono, Verona)
13. C.S.I. – Noi non ci saremo – 4:57 (Pontiack, Verona)
14. Pubblico nomade – Io vagabondo (live) – 4:41 (Salerno, Dattoli)